# Прапор Зінькова (село)
Прапор Зінькова — офіційний геральдичний символ села Зіньків, Віньковецького району Хмельницької області затверджений 23 серпня 2016 року № 3 XII сесії сільської ради VII скликання.

## Опис
Квадратне полотнище, поділене висхідною білою мурованою в два ряди смугою на зелену і синю частини. У зеленій частині до древка йде біла косуля з оберненою назад головою. У синій частині білий фонтан.
Автори — О. Г. Рудницький, К. М. Богатов, В. М. Напиткін.